# NGC 23
NGC 23 és una galàxia espiral localitzada a la constel·lació del Pegàs.

## Galeria

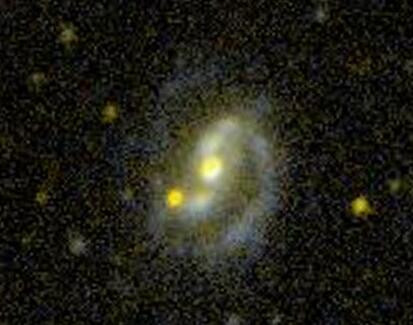
GALEX (ultravioleta)
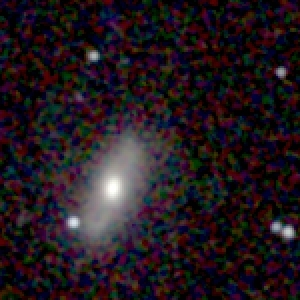
2MASS (infrarojos)